# Жибрше
Жибрше (словен. Žibrše) је насељено место у општини Логатец, Средњесловенска регија, Словенија.

## Историја
До територијалне реорганизације у Словенији био је у саставу старе општине Логатец.

## Становништво
У попису становништва из 2011. године, Жибрше је имало 166 становника.
| Број становника према пописима | Број становника према пописима | Број становника према пописима |
| ------------------------------ | ------------------------------ | ------------------------------ |
| 1991                           | 2002                           | 2011                           |
| 152                            | 168                            | 166                            |

Напомена: Године 1955. настала спајањем насеља Блековске Жибрше, Хотенска Жибрше и Логашка Жибрше, која су укинута.